# Vassfotblomfluga
Vassfotblomfluga (Platycheirus europaeus) är en tvåvingeart som beskrevs av Goeldlin, Maibach och Speight 1990. Vassfotblomfluga ingår i släktet fotblomflugor, och familjen blomflugor. Arten är reproducerande i Sverige.